# Nepenthes ramispina
Nepenthes ramispina är en tvåhjärtbladig växtart som beskrevs av Henry Nicholas Ridley. Nepenthes ramispina ingår i släktet Nepenthes och familjen Nepenthaceae. Inga underarter finns listade i Catalogue of Life.

## Bildgalleri

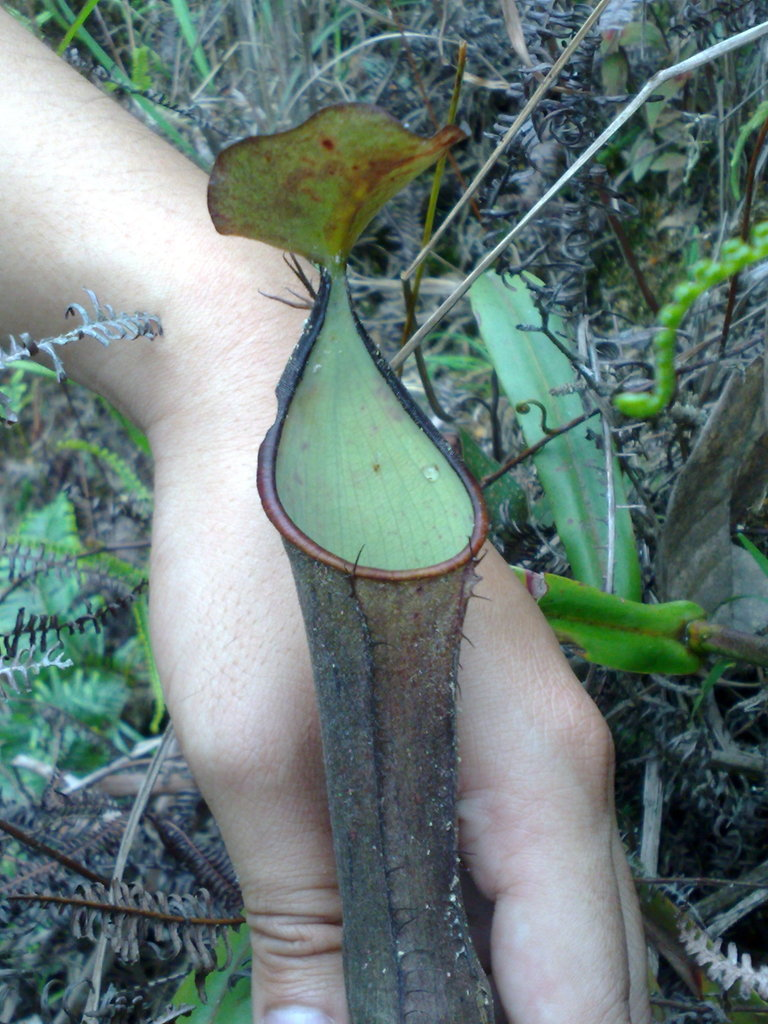
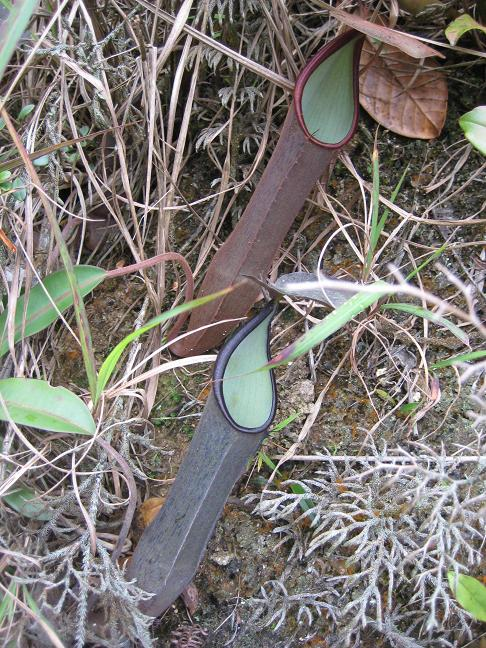
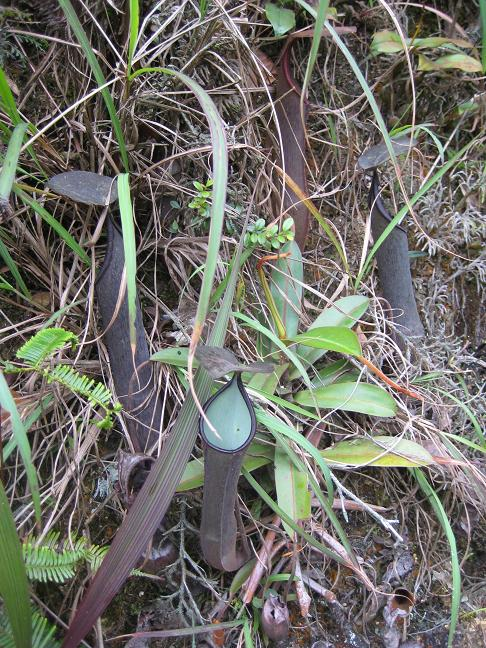
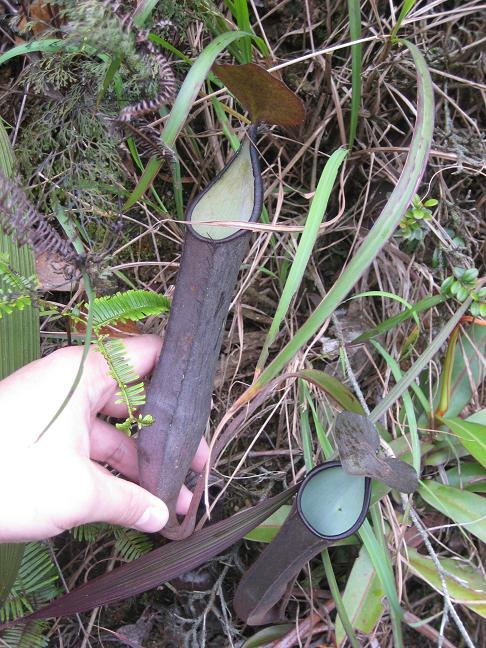
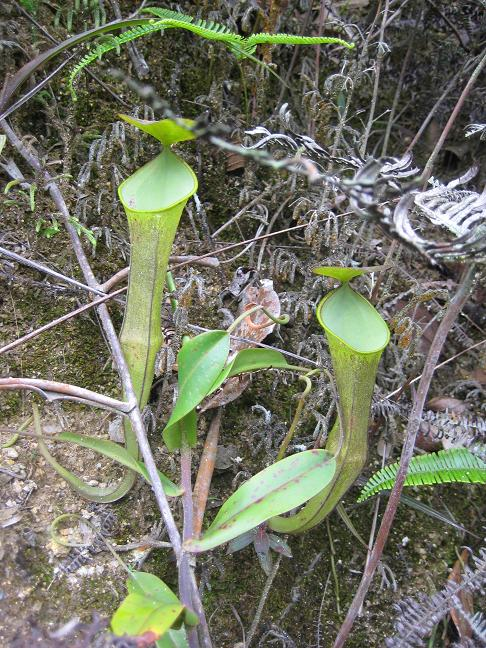
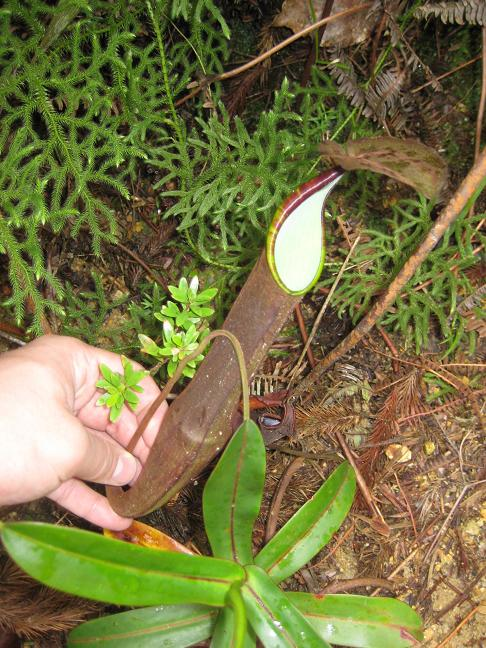